# Strania poveste a lui Benjamin Button (film)
Strania poveste a lui Benjamin Button (titlu original în engleză: The Curious Case of Benjamin Button) este un film dramatic american din 2008, regizat de David Fincher. Povestea filmului scrisă de Eric Roth și Robin Swicord este plasată în timp în anul 1922, fiind bazată pe o scurtă poveste cu același nume de F. Scott Fitzgerald. Filmul îi are ca protagoniști pe Brad Pitt în rolul unui bărbat care întinerește și Cate Blanchett ca o fată ”îndrăgostită” din interes.

## Distribuție
- Brad Pitt în rolul lui Benjamin Button (adult), tatăl biologic al Carolinei.
  - Robert Towers în rolul lui Benjamin Button (apparent adult)
  - Peter Donald Badalamenti II as Benjamin Button (apparent adult)
  - Tom Everett în rolul lui Benjamin Button (apparent adult)
  - Spencer Daniels în rolul lui Benjamin Button (apparent age 12)
  - Chandler Canterbury în rolul lui Benjamin Button (apparent age 8)
  - Charles Henry Wyson as Benjamin Button (apparent age 5)
- Cate Blanchett în rolul lui Daisy Fuller (adult)
  - Elle Fanning în rolul lui Daisy Fuller (age 6)
  - Madisen Beaty în rolul lui Daisy Fuller (age 11)
- Taraji P. Henson în rolul lui Queenie
- Julia Ormond în rolul lui Caroline Fuller (adult), Benjamin and Daisy's daughter
  - Shiloh Jolie-Pitt în rolul lui Caroline Fuller (age 2)
- Jason Flemyng în rolul lui Thomas Button, Benjamin's father
- Mahershalalhashbaz Ali în rolul lui Tizzy Weathers
- Jared Harris în rolul lui Captain Mike Clark
- Faune A. Chambers în rolul lui Dorothy Baker
- Elias Koteas în rolul lui Monsieur Gateau, a blind clockmaker in a story Daisy tells Caroline
- Ed Metzger în rolul lui  Theodore Roosevelt
- Phyllis Somerville în rolul lui Grandma Fuller
- Josh Stewart în rolul lui Pleasant Curtis
- Tilda Swinton în rolul lui Elizabeth Abbott
- Bianca Chiminello în rolul lui Daisy's friend
- Rampai Mohadi as Ngunda Oti
- Lance E. Nichols în rolul lui Preacher

## Premii și nominalizări
| Premiu                                            | Categoria                                                        | Recipient                                               | Rezultat        |
| ------------------------------------------------- | ---------------------------------------------------------------- | ------------------------------------------------------- | --------------- |
| Premiile Oscar                                    | Best Picture                                                     | Kathleen Kennedy Frank Marshall Ceán Chaffin            | Nominalizare    |
| Premiile Oscar                                    | Best Director                                                    | David Fincher                                           | Nominalizare    |
| Premiile Oscar                                    | Best Actor in a Leading Role                                     | Brad Pitt                                               | Nominalizare    |
| Premiile Oscar                                    | Best Actress in a Supporting Role                                | Taraji P. Henson                                        | Nominalizare    |
| Premiile Oscar                                    | Best Adapted Screenplay                                          | Eric Roth                                               | Nominalizare    |
| Premiile Oscar                                    | Best Film Editing                                                | Kirk Baxter Angus Wall                                  | Nominalizare    |
| Premiile Oscar                                    | Best Cinematography                                              | Claudio Miranda                                         | Nominalizare    |
| Premiile Oscar                                    | Best Art Direction                                               | Donald Graham Burt Victor J. Zolfo                      | Câștigat        |
| Premiile Oscar                                    | Best Costume Design                                              | Jacqueline West                                         | Nominalizare    |
| Premiile Oscar                                    | Best Makeup                                                      | Greg Cannom                                             | Câștigat        |
| Premiile Oscar                                    | Best Original Score                                              | Alexandre Desplat                                       | Nominalizare    |
| Premiile Oscar                                    | Best Sound Mixing                                                | David Parker Michael Semanick Ren Klyce Mark Weingarten | Nominalizare    |
| Premiile Oscar                                    | Best Visual Effects                                              | Eric Barba Steve Preeg Burt Dalton Craig Barron         | Câștigat        |
| American Society of Cinematographers              | Outstanding Achievement in Cinematography in Theatrical Releases | Claudio Miranda                                         | Nominalizare    |
| Austin Film Critics Association                   | Best Supporting Actress                                          | Taraji P. Henson                                        | Câștigat        |
| Premiile BAFTA                                    | Best Film                                                        | Kathleen Kennedy Frank Marshall Ceán Chaffin            | Nominalizare    |
| Premiile BAFTA                                    | Best Makeup & Hair                                               |                                                         | Câștigat        |
| Premiile BAFTA                                    | Best Director                                                    | David Fincher                                           | Nominalizare    |
| Premiile BAFTA                                    | Best Adapted Screenplay                                          | Eric Roth                                               | Nominalizare    |
| Premiile BAFTA                                    | Best Leading Actor                                               | Brad Pitt                                               | Nominalizare    |
| Premiile BAFTA                                    | Best Costume Design                                              |                                                         | Nominalizare    |
| Premiile BAFTA                                    | Best Music                                                       | Alexandre Desplat                                       | Nominalizare    |
| Premiile BAFTA                                    | Best Cinematography                                              | Claudio Miranda                                         | Nominalizare    |
| Premiile BAFTA                                    | Best Editing                                                     |                                                         | Nominalizare    |
| Premiile BAFTA                                    | Best Production Design                                           |                                                         | Câștigat        |
| Premiile BAFTA                                    | Best Visual Effects                                              |                                                         | Câștigat        |
| Broadcast Film Critics                            | Best Film                                                        |                                                         | Nominalizare    |
| Broadcast Film Critics                            | Best Actor                                                       | Brad Pitt                                               | Nominalizare    |
| Broadcast Film Critics                            | Best Actress                                                     | Cate Blanchett                                          | Nominalizare    |
| Broadcast Film Critics                            | Best Director                                                    | David Fincher                                           | Nominalizare    |
| Broadcast Film Critics                            | Best Supporting Actress                                          | Taraji P. Henson                                        | Nominalizare    |
| Broadcast Film Critics                            | Best Cast                                                        |                                                         | Nominalizare    |
| Broadcast Film Critics                            | Best Screenplay                                                  | Eric Roth                                               | Nominalizare    |
| Broadcast Film Critics                            | Best Composer                                                    | Alexandre Desplat                                       | Nominalizare    |
| Central Ohio Film Critics Association Awards      | Best Score                                                       | Alexandre Desplat                                       | Câștigat        |
| Central Ohio Film Critics Association Awards      | Top 10 Films of the Year                                         |                                                         | 9th place       |
| Chicago Film Critics Association                  | Best Picture                                                     |                                                         | Nominalizare    |
| Chicago Film Critics Association                  | Best Director                                                    | David Fincher                                           | Nominalizare    |
| Chicago Film Critics Association                  | Best Screenplay, Adapted                                         | Eric Roth                                               | Nominalizare    |
| Chicago Film Critics Association                  | Best Cinematography                                              | Claudio Miranda                                         | Nominalizare    |
| Chicago Film Critics Association                  | Best Original Score                                              | Alexandre Desplat                                       | Nominalizare    |
| Directors Guild of America Awards                 | Outstanding Directorial Achievement in Motion Pictures           | David Fincher                                           | Nominalizare    |
| Golden Globe Awards                               | Best Motion Picture Drama                                        |                                                         | Nominalizare    |
| Golden Globe Awards                               | Best Actor - Motion Picture Drama                                | Brad Pitt                                               | Nominalizare    |
| Golden Globe Awards                               | Best Director - Motion Picture                                   | David Fincher                                           | Nominalizare    |
| Golden Globe Awards                               | Best Screenplay                                                  | Eric Roth                                               | Nominalizare    |
| Golden Globe Awards                               | Best Original Score                                              | Alexandre Desplat                                       | Nominalizare    |
| Houston Film Critics Society Awards               | Best Picture                                                     |                                                         | Câștigat        |
| Houston Film Critics Society Awards               | Best Director                                                    | David Fincher                                           | Nominalizare    |
| Houston Film Critics Society Awards               | Best Actor                                                       | Brad Pitt                                               | Nominalizare    |
| Houston Film Critics Society Awards               | Best Actress                                                     | Cate Blanchett                                          | Nominalizare    |
| Houston Film Critics Society Awards               | Best Supporting Actress                                          | Taraji P. Henson                                        | Nominalizare    |
| Houston Film Critics Society Awards               | Best Screenplay                                                  | Eric Roth                                               | Nominalizare    |
| Houston Film Critics Society Awards               | Best Cinematography                                              | Claudio Miranda                                         | Câștigat        |
| Houston Film Critics Society Awards               | Best Score                                                       | Alexandre Desplat                                       | Nominalizare    |
| Las Vegas Film Critics Society Awards             | Best Art Direction                                               |                                                         | Câștigat        |
| Las Vegas Film Critics Society Awards             | Best Cinematography                                              | Claudio Miranda                                         | Câștigat        |
| Las Vegas Film Critics Society Awards             | Best Costume Design                                              | Jacqueline West                                         | Câștigat        |
| London Film Critics' Circle                       | Best Film                                                        |                                                         | Nominalizare    |
| London Film Critics' Circle                       | Director of the Year                                             | David Fincher                                           | Câștigat        |
| London Film Critics' Circle                       | British Supporting Actress of the Year                           | Tilda Swinton                                           | Câștigat        |
| London Film Critics' Circle                       | Screenwriter of the Year                                         | Eric Roth                                               | Nominalizare    |
| MTV Movie Awards                                  | Best Female Performance                                          | Taraji P. Henson                                        | Nominalizare    |
| National Board of Review                          | National Board of Review: Top Ten Films                          |                                                         | În lista scurtă |
| National Board of Review                          | Best Director                                                    | David Fincher                                           | Câștigat        |
| National Board of Review                          | Best Adapted Screenplay                                          | Eric Roth                                               | Câștigat        |
| Satellite Awards                                  | Best Adapted Screenplay                                          | Eric Roth Robin Swicord                                 | Nominalizare    |
| Satellite Awards                                  | Best Art Direction and Production Design                         | Donald Graham Burt Tom Reta                             | Nominalizare    |
| Satellite Awards                                  | Best Cinematography                                              | Claudio Miranda                                         | Nominalizare    |
| Satellite Awards                                  | Best Costume Design                                              | Jacqueline West                                         | Nominalizare    |
| Saturn Award                                      | Best Fantasy Film                                                |                                                         | Câștigat        |
| Saturn Award                                      | Best Actor                                                       | Brad Pitt                                               | Nominalizare    |
| Saturn Award                                      | Best Actress                                                     | Cate Blatchett                                          | Nominalizare    |
| Saturn Award                                      | Best Supporting Actress                                          | Tilda Swinton                                           | Câștigat        |
| Saturn Award                                      | Best Director                                                    | David Fincher                                           | Nominalizare    |
| Saturn Award                                      | Best Writing                                                     | Eric Roth                                               | Nominalizare    |
| Saturn Award                                      | Best Music                                                       | Alexandre Desplat                                       | Nominalizare    |
| Saturn Award                                      | Best Make-Up                                                     |                                                         | Câștigat        |
| Saturn Award                                      | Best Visual Effects                                              |                                                         | Nominalizare    |
| Scream Awards                                     | Best Fantasy Actor                                               | Brad Pitt                                               | Nominalizare    |
| Screen Actors Guild Awards                        | Outstanding Performance by a Male Actor in a Leading Role        | Brad Pitt                                               | Nominalizare    |
| Screen Actors Guild Awards                        | Outstanding Performance by a Female Actor in a Supporting Role   | Taraji P. Henson                                        | Nominalizare    |
| Screen Actors Guild Awards                        | Outstanding Performance by a Cast in a Motion Picture            |                                                         | Nominalizare    |
| St. Louis Gateway Film Critics Association Awards | Best Film                                                        |                                                         | Câștigat        |
| Vancouver Film Critics Circle Awards              | Best Director                                                    | David Fincher                                           | Câștigat        |
| Washington D.C. Area Film Critics Association     | Best Art Direction                                               |                                                         | Câștigat        |
| Writers Guild of America Awards                   | Writers Guild of America Award for Best Adapted Screenplay       | Eric Roth Robin Swicord                                 | Nominalizare    |